# Älghult

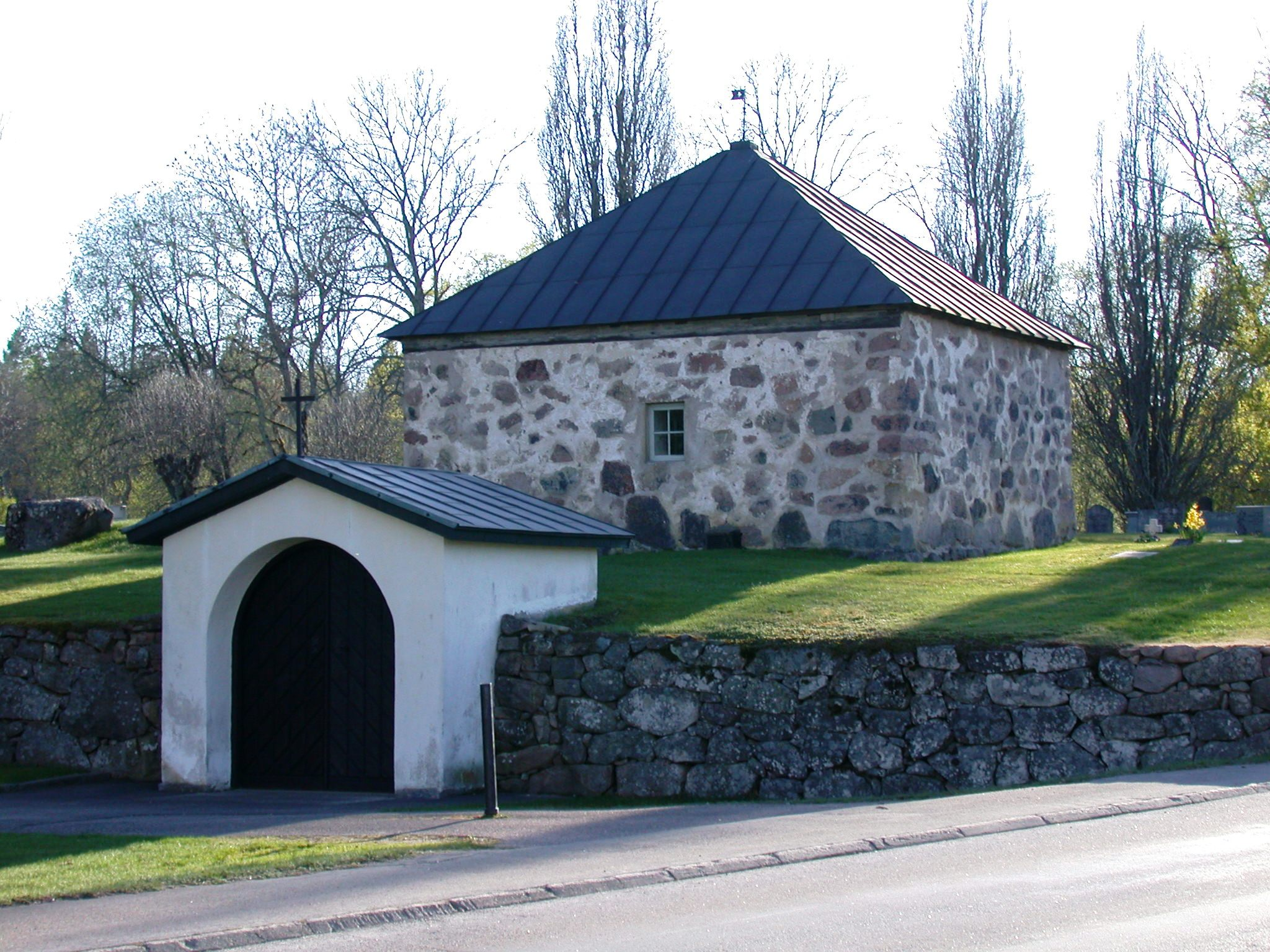
Heliga korsets kapell från 1400-talet, tidigare sakristia

Älghult är en tätort i Uppvidinge kommun i Kronobergs län.

## Samhället
Den tätare delen av bebyggelsen ligger på en höjd som sluttar ner mot öster och Älghults kyrka och Älgasjön. På orten finns butiker, vandrarhem, äldreboende, idrottsplatsen Ekensvi, folkparken Verdandi, ett antal industrier samt annan service. I Älghult finns, Uppvidinge Kommuns enda friskola med årskurserna 1-6 det finns även förskola och en grundskola för årskurserna 6-9 i kommunal regi.

### Kommunikationer
I orten korsas vägarna Målerås - Åseda och Lenhovda - Högsby. 
Busstrafiken drivs av Länstrafiken Kronoberg AB. Närmaste flygplatser med reguljärtrafik är Växjö och Kalmar.

## Historia

### Medeltid
I början av medeltiden var trakten endast glest befolkad. Älghult omnämns först år 1304 som Elgiahult.
En bevarad stenbyggnad är Heliga Korsets Kapell från 1400-talet, förr sakristia till den gamla träkyrkan.

### Nya tiden
Det saknades länge vägar som kunde köras med vagn. Först år 1734 anlades häradsvägen till Lenhovda. På 1760-talet tillkom vägarna till Gullaskruv och Åseda. 1771 byggdes vägen till Högsby över Grönskåra, den senare var viktig för Kalmar regemente.
 Den nuvarande kyrkan byggdes 1805-1807. Nära kyrkan tillkom 1847 den första folkskolebyggnaden.

### Järnväg och industri
På 1880-talet började man anlägga ångsågar i trakten.
Under tiden 1923 till 1963 hade orten järnvägsstationen Älghultsby. Här möttes de smalspåriga järnvägarna Östra Värends Järnväg (ÖVJ) och Ruda–Älghults Järnväg (RÄJ). Vid kommunreformen 1971 uppgick Älghults landskommun i Uppvidinge kommun.

#### Älghults glasbruk
I Älghult fanns mellan 1933 och 2002 Älghults glasbruk. Bruket bedrev ursprungligen endast manuell tillverkning av färglösa dricksglas, men när produktionen övertogs av Kosta Boda 1984 började man även tillverka färgat glas. År 1996 övertogs bruket av ett konsortium lett av bland andra Rolf Sinnemark, och mellan 1998 och nedläggningsåret 2002 ingick det i Svenska Glasbruk Skruf-Bergdala.

#### Älghults snickerifabrik
Älghults snickerifabrik tillverkade köksinredningar och möbler under perioden 1946 till 2012 i Älghult. Produktionen flyttades sedermera till Bankeryd där den fortsatte under ett antal år med samma namn.

### Befolkningsutveckling
| Befolkningsutvecklingen i Älghult 1960–2020 | Befolkningsutvecklingen i Älghult 1960–2020 | Befolkningsutvecklingen i Älghult 1960–2020 | Befolkningsutvecklingen i Älghult 1960–2020 | Befolkningsutvecklingen i Älghult 1960–2020 |
| ------------------------------------------- | ------------------------------------------- | ------------------------------------------- | ------------------------------------------- | ------------------------------------------- |
|                                             |                                             |                                             |                                             |                                             |
| År                                          |                                             |                                             | Folkmängd                                   | Areal (ha)                                  |
| 1960                                        | 1960                                        |                                             | 553                                         |                                             |
| 1965                                        | 1965                                        |                                             | 601                                         |                                             |
| 1970                                        | 1970                                        |                                             | 645                                         |                                             |
| 1975                                        | 1975                                        |                                             | 607                                         |                                             |
| 1980                                        | 1980                                        |                                             | 581                                         |                                             |
| 1990                                        | 1990                                        |                                             | 593                                         | 90                                          |
| 1995                                        | 1995                                        |                                             | 556                                         | 90                                          |
| 2000                                        | 2000                                        |                                             | 514                                         | 91                                          |
| 2005                                        | 2005                                        |                                             | 481                                         | 91                                          |
| 2010                                        | 2010                                        |                                             | 446                                         | 94                                          |
| 2015                                        | 2015                                        |                                             | 497                                         | 98                                          |
| 2020                                        | 2020                                        |                                             | 457                                         | 100                                         |
|                                             |                                             |                                             |                                             |                                             |

## Turism
- I Älghult finns Nordens första biodlarmuseum, som lockar turister varje sommar.
- Älghults Idrottsförening driver ideellt Strandbadets Camping vid Älgasjön i Älghult. Denna badplats och camping är en mycket uppskattad och välbesökt plats. Tack vare dess natursköna läge och goda service. Här finns både kiosk och servicehus, samt ett antal el-platser.
- Varje år hålls också Sommarmarknaden som arrangeras av Älghults Idrottsförening som hålls i början av augusti.  Utöver sommarmarknaden arrangeras även två marknader under våren och hösten.
- I Svartshult ligger Vidinge Gård pensionat & Fiskecenter, uppfört 1902 som Älghults fattighus/ålderdomshem. Vidinge Gård driver även Strömfiske Alsterån, öringfiske som startade som ett EU projekt.

## Idrott
I Älghult finns gym, elljusspår, boulebana, tennisbana, fotbollsplan, hockeyrink, sporthall och ett skyttegille. Vintertid finns möjlighet till skridsko- och skidåkning.
Idrottsfaciliteterna utnyttjas till största del av idrottsföreningen Älghults IF som bedriver fotboll, innebandy, gymnastik och friskvård.
Älghults IF Fotboll spelar i Division 5 i fotboll för herrar.

## Kultur
I Älghult finns även blåsorkestern Älghult-Uppvidinge musikkår samt kyrkokör som tillhör Svenska Kyrkan.